# Eugen Feifel
Eugen Feifel, auch Eugene Feifel, (* 3. November 1902 in Unterbettringen bei Stuttgart; † 14. Oktober 1999 in Riverside (Kalifornien)) war ein deutscher China-Missionar der Steyler Missionare und Sinologe. 
Sein Forschungsgebiet war die chinesische Literaturgeschichte. Er übersetzte die Geschichte der chinesischen Literatur (Shina Gakujutsu Bungeishi) des japanischen Gelehrten Nagasawa Kikuya in die deutsche Sprache und überarbeitete und ergänzte diese in vier Auflagen.

## Veröffentlichungen
- Nagasawa Kikuya: Geschichte der chinesischen Literatur. Mit Berücksichtigung ihres geistesgeschichtlichen Hintergrundes. Übersetzt von Eugen Feifel SVD, Monumenta Serica Monograph Series 7, Peking, Catholic University 1945; 2., neubearb. und erw. Auflage Wissenschaftliche Buchgesellschaft, Darmstadt 1959; 4., neu bearb. u. erw. Auflage Olms, Hildesheim 1982.
- Po Chü-i as a censor. His Memorials presented to the Emperor Hsien-Tsung during the years 808-810. Mouton, 's-Gravenhage 1961.
- Moderne chinesische Poesie von 1919 bis 1982. Ein Überblick. Hildesheim, Olms 1988, ISBN 03-487-7900-3.
- Bibliographie zur Geschichte der chinesischen Literatur. Hildesheim, Olms 1992, ISBN 3-487-09438-X.